# Blažena Ozana Kotorska (dokumentarni film)
Blažena Ozana Kotorska je hrvatski dokumentarni film.
U filmu sugovornici govore o životu prve hrvatske blaženice bl. Ozani Kotorskoj koja je živjela u 16. stoljeću i čije neraspadnuto tijelo se danas čuva u crkvi sv. Marije od Rijeke u Kotoru.
Scenarist Vodopija htio je filmo pridonijeti obilježavanju 450. obljetnice smrti, odnosno rođenja za Nebo, blažene Ozane te tako širu javnost o ovoj blaženici o kojoj se vrlo malo zna.
Film je snimljen travnja 2015. tijekom trajanja znanstvenoga skupa o blaženoj Ozani. Pored ostalih u igranim prizorima su glumili Ilko Marović i Tea Grgurević. Redatelj se zaputio istražiti Releze, rodno Ozanino mjesto. Dokumentarac prvi put svijetu pokazuje neke osobne predmete bl. Ozane te otkrivene neke do sada nepoznate činjenice o njezinu životu.

## Vanjske poveznice
- HRT: emisije na zahtjev[neaktivna poveznica] Emisija Pozitivno